# Amakusa (Kumamoto)
Pour les articles homonymes, voir Amakusa (homonymie).
Amakusa (天草市, Amakusa-shi) est une ville située dans la préfecture de Kumamoto, au Japon.

## Géographie

### Situation
Amakusa est située dans l'ouest de la préfecture de Kumamoto. Elle occupe une grande partie des îles Amakusa.

### Municipalités limitrophes
| Reihoku                | mer d'Ariake | mer d'Ariake      |
| mer de Chine orientale | Amakusa      | Kamiamakusa       |
| mer de Chine orientale | Nagashima    | mer de Yatsushiro |

### Démographie
En janvier 2020, la population d'Amakusa s'élevait à 79 545 habitants, répartis sur une superficie de 683,86 km2.

## Histoire
La ville moderne d'Amakusa a été créée le 27 mars 2006 de la fusion des villes de Hondo et Ushibuka et des bourgs d'Amakusa, Ariake, Goshoura, Itsuwa, Kawaura, Kuratake, Shinwa et Sumoto.

## Culture locale et patrimoine
L'église catholique de Sakitsu fait partie des sites chrétiens cachés de la région de Nagasaki, patrimoine mondial depuis 2018. C'est le seul des sites à être dans la préfecture de Kumamoto, il est situé à la pointe sud de Shimoshima, la plus grande des îles Amakusa.

## Transports
La ville possède un aéroport (code IATA : AXJ • code OACI : RJDA).

## Jumelage
Amasuka est jumelée avec Encinitas aux États-Unis.

## Personnalités liées à la municipalité
- Michiko Ishimure (1927-2018), écrivaine
- Yoshiki Tanaka (né en 1952), romancier